# Список глав Малави
Список глав Малави включает лиц, являвшихся главой государства Малави после обретения ею независимости в 1964 году, включая правившего монарха и представлявшего его генерал-губернатора, избранных президентов после провозглашения в 1966 году республики.
В настоящее время главой государства и правительства является Президент Республики Малави (англ. President of the Republic of Malawi). Согласно действующей редакции конституции, президент избирается всенародным голосованием на 5 лет с правом однократного переизбрания. Глава государства является гарантом нормального и непрерывного функционирования государственных органов, национальной независимости и территориальной целостности, следит за сохранением и уважением национального суверенитета как внутри страны, так и за её пределами, является гарантом национального единства. В случае вакантности поста обязанности президента исполняет вице-президент.
Использованная в первом столбце таблиц нумерация является условной; также условным является использование в первом столбце цветовой заливки, служащей для упрощения восприятия принадлежности лиц к различным политическим силам без необходимости обращения к столбцу, отражающему партийную принадлежность. В столбце «Выборы» отражены состоявшиеся выборные процедуры или иные основания получения полномочий. Для удобства список разделён на принятые в историографии периоды истории страны. Приведённые в преамбулах к каждому из разделов описания этих периодов призваны пояснить особенности её политической жизни.

## Малави (королевство Содружества, 1964—1966)
6 июля 1964 года протекторат Ньясаленд был провозглашён независимым королевством Содружества Малави (англ. Malawi). Правящим монархом нового государства стала Елизавета II, которую представлял назначаемый ею генерал-губернатор и главнокомандующий Малави (англ. Governor-General and Commander-in-Chief of Malawi), осуществлявший большую часть полномочий монарха, служа его воле. Назначение генерал-губернатора происходило по рекомендации кабинета министров Малави без участия британского правительства. Правовое положение монарха и генерал-губернатора было определено нормами, основанными на Вестминстерском статуте 1931 года.
Елизавета II посещала страну единожды: как глава Содружества наций с 22 по 25 июля 1979 года.
| Портрет      | Имя (годы жизни)                                                                                             | Полномочия  | Полномочия | Династия                        | Наименование титула | Пр.         |
| Портрет      | Имя (годы жизни)                                                                                             | Начало      | Окончание | Династия                        | Наименование титула | Пр.         |
| ------------ | --- | ----------- | --- | ------------------------------- | --- | ----------- |
|              | Елизавета II (1926—2022) англ. Elizabeth II (урожд. Элизабет Александра Мэри англ. Elizabeth Alexandra Mary) | 6 июля 1964 | 31 июля 1964 | Виндзоры англ. House of Windsor | Милостью Божьей, Соединённого Королевства Великобритании и Северной Ирландии и других её королевств и территорий королева, глава Содружества, защитница веры англ. By the Grace of God, of the United Kingdom of Great Britain and Northern Ireland and of Her other Realms and Territories Queen, Head of the Commonwealth, Defender of the Faith | [ 7 ] [ 8 ] |
| 31 июля 1964 | Елизавета II (1926—2022) англ. Elizabeth II (урожд. Элизабет Александра Мэри англ. Elizabeth Alexandra Mary) | 5 июля 1966 | Милостью Божьей, королева Малави и других её королевств и территорий, глава Содружества англ. By the Grace of God, Queen of Malawi and Her other Realms and Territories, Head of the Commonwealth | Виндзоры англ. House of Windsor | | [ 7 ] [ 8 ] |

### Список генерал-губернаторов Малави
|        | Портрет | Имя (годы жизни)                                          | Полномочия  | Полномочия  | Наименование должности                                                                                | Пр.          |
| Начало | Портрет | Имя (годы жизни)                                          | Окончание   |             | Наименование должности                                                                                | Пр.          |
| ------ | ------- | --------------------------------------------------------- | ----------- | ----------- | --- | ------------ |
| 1      |         | Глин Смолвуд Джонс (1908—1992) англ. Glyn Smallwood Jones | 6 июля 1964 | 5 июля 1966 | Генерал-губернатор и главнокомандующий Малави англ. Governor-General and Commander-in-Chief of Malawi | [ 9 ] [ 10 ] |

## Республика Малави (с 1966)
6 июля 1966 года вступила в силу новая конституция, провозгласившая страну Республикой Малави (англ. Republic of Malawi) во главе с президентом, которым стал премьер-министр Хастингс Банда. В 1971 году он был провозглашён пожизненным президентом. Режим Банды приобрёл авторитарный характер: оппозиция подавлялась, пресса подвергалась цензуре, выборы проводились на безальтернативной основе. Стабильность режима в 1960—1970-х годах обеспечивалась за счёт высоких темпов экономического роста, что стало возможным благодаря экспортным доходам и международной помощи, в частности со стороны ЮАР. Однако в 1980-х годах ситуация резко ухудшилась: падение мировых цен на экспортные товары, энергетический кризис, засухи 1979—1981 годов, трудности с транспортом и растущая безработица вызвали социальное недовольство.
14 июня 1993 года под давлением оппозиционных партий в стране был проведён референдум, на котором 65 % проголосовавших высказались за введение многопартийной системы, Банда был лишён пожизненного срока полномочий. 17 мая 1994 года состоялись первые многопартийные президентские и парламентские выборы. Победу одержал лидер Объединённого демократического фронта (ОДФ) Бакили Мулузи. В парламенте ОДФ занял 85 мест, Партия Конгресса Малави — 56. В 1994 году была принята новая конституция, закрепившая основы демократического устройства страны. В 1999 году Мулузи был переизбран на второй срок. Его правительство, несмотря на демократизацию политической жизни, продолжало экономический курс Банды, в значительной степени полагаясь на финансовую помощь МВФ и Всемирного банка.
В 2004 году президентом стал Бингу ва Мутарика, выдвинутый от правящей партии ОДФ. Однако уже в феврале 2005 года он вышел из партии и основал новую — Демократическую прогрессивную партию (ДПП). Мутарика начал активную борьбу с коррупцией, в том числе в окружении своего предшественника. После продовольственного кризиса 2005 года правительство инициировало программу поддержки крестьянских хозяйств, предоставляя удобрения, семена кукурузы и бобов, а также пестициды. В 2009 году Мутарика был переизбран на второй срок, а его партия ДПП победила на парламентских выборах. После смерти Мутарики 7 апреля 2012 года вице-президент Джойс Банда принесла присягу в качестве нового президента.
|                                                | Портрет                              | Имя (годы жизни) | Полномочия     | Полномочия   | Партия                               | Выборы                                                                                 | Наименование должности                                                | Пр.           |
| Начало                                         | Портрет                              | Имя (годы жизни) | Окончание      |              | Партия                               | Выборы                                                                                 | Наименование должности                                                | Пр.           |
| ---------------------------------------------- | ------------------------------------ | --- | -------------- | ------------ | ------------------------------------ | -------------------------------------------------------------------------------------- | --------------------------------------------------------------------- | ------------- |
| 1 (I—II)                                       |                                      | Хастингс Камузу Банда (1898—1997) англ. Hastings Kamuzu Banda (урожд. Аким Камункхвала Мтунтама Банда англ. Akim Kamunkhwala Mtunthama Banda)     | 6 июля 1966    | 6 июля 1971  | Партия Конгресса Малави              | 1964                                                                                   | Президент Республики Малави англ. President of the Republic of Malawi | [ 13 ] [ 14 ] |
| 1 (I—II)                                       | 6 июля 1971                          | Хастингс Камузу Банда (1898—1997) англ. Hastings Kamuzu Banda (урожд. Аким Камункхвала Мтунтама Банда англ. Akim Kamunkhwala Mtunthama Banda)     | 17 ноября 1993 | 1971         | Партия Конгресса Малави              | Пожизненный президент Республики Малави англ. Life President of the Republic of Malawi |                                                                       | [ 13 ] [ 14 ] |
| 1 (I—II)                                       | 17 ноября 1993                       | Хастингс Камузу Банда (1898—1997) англ. Hastings Kamuzu Banda (урожд. Аким Камункхвала Мтунтама Банда англ. Akim Kamunkhwala Mtunthama Banda)     | 21 мая 1994    | 1993         | Партия Конгресса Малави              | Президент Республики Малави англ. President of the Republic of Malawi                  |                                                                       | [ 13 ] [ 14 ] |
| 2 (I—II)                                       |                                      | Элсон Бакили Мулузи (1943—) англ. Elson Bakili Muluzi                                                                                             | 21 мая 1994    | 21 июня 1999 | Объединённый демократический фронт   | Президент Республики Малави англ. President of the Republic of Malawi                  | 1994                                                                  | [ 15 ] [ 16 ] |
| 2 (I—II)                                       | 21 июня 1999                         | Элсон Бакили Мулузи (1943—) англ. Elson Bakili Muluzi                                                                                             | 24 мая 2004    | 1999         | Объединённый демократический фронт   | Президент Республики Малави англ. President of the Republic of Malawi                  |                                                                       | [ 15 ] [ 16 ] |
| 3 (I—II)                                       |                                      | Бингу ва Мутарика (1934—2012) англ. Bingu wa Mutharika (урожд. Брайтсон Уэбстер Райсон Том Мутарика англ. Brightson Webster Ryson Thom Mutharika) | 24 мая 2004    | 22 мая 2009  | Объединённый демократический фронт   | Президент Республики Малави англ. President of the Republic of Malawi                  | 2004                                                                  | [ 17 ] [ 18 ] |
|                                                | Демократическая прогрессивная партия | Бингу ва Мутарика (1934—2012) англ. Bingu wa Mutharika (урожд. Брайтсон Уэбстер Райсон Том Мутарика англ. Brightson Webster Ryson Thom Mutharika) | 24 мая 2004    | 22 мая 2009  |                                      | Президент Республики Малави англ. President of the Republic of Malawi                  | 2004                                                                  | [ 17 ] [ 18 ] |
| 22 мая 2009                                    | 5 апреля 2012                        | Бингу ва Мутарика (1934—2012) англ. Bingu wa Mutharika (урожд. Брайтсон Уэбстер Райсон Том Мутарика англ. Brightson Webster Ryson Thom Mutharika) | 2009           |              |                                      | Президент Республики Малави англ. President of the Republic of Malawi                  |                                                                       | [ 17 ] [ 18 ] |
| С 5 по 7 апреля 2012 года — должность вакантна |                                      | |                |              |                                      |                                                                                        |                                                                       |               |
| 4                                              |                                      | Джойс Хильда Банда (1950—) англ. Joyce Hilda Banda                                                                                                | 7 апреля 2012  | 31 мая 2014  | Народная партия                      | [ комм. 5 ]                                                                            | Президент Республики Малави англ. President of the Republic of Malawi | [ 19 ] [ 20 ] |
| 5 (I—II)                                       |                                      | Артур Питер Мутарика (1940—) англ. Arthur Peter Mutharika                                                                                         | 31 мая 2014    | 28 мая 2019  | Демократическая прогрессивная партия | 2014                                                                                   | Президент Республики Малави англ. President of the Republic of Malawi | [ 21 ] [ 22 ] |
| 5 (I—II)                                       | 28 мая 2019                          | Артур Питер Мутарика (1940—) англ. Arthur Peter Mutharika                                                                                         | 28 июня 2020   | 2019         | Демократическая прогрессивная партия |                                                                                        | Президент Республики Малави англ. President of the Republic of Malawi | [ 21 ] [ 22 ] |
| 6                                              |                                      | Лазарус Маккарти Чаквера (1955—) англ. Lazarus McCarthy Chakwera                                                                                  | 28 июня 2020   | действующий  | Партия Конгресса Малави              | 2020                                                                                   | Президент Республики Малави англ. President of the Republic of Malawi | [ 23 ] [ 24 ] |